# Тарасовский сельский совет (Алёшковский район)
Тарасовский сельский совет (укр. Тарасівська сільська рада) — входит в состав
Алёшковского района
Херсонской области
Украины.
Административный центр сельского совета находится в
селе Тарасовка.

## История
- 1845 — дата образования.

## Населённые пункты совета
- с. Тарасовка
- с. Клины
- с. Приветное
- с. Родное